# Romanul adolescentului miop
Romanul adolescentului miop este primul roman scris de Mircea Eliade.
Romanul este bazat pe viața lui Eliade la liceu și spune povestea unui adolescent precoce cu ambiții literare. Cartea a fost scrisă în anii 1920, când Eliade era încă un adolescent. Romanul a fost descoperit după moartea autorului și publicat în 1989 în România. O traducere în engleză de Christopher Moncrieff a fost publicată în 2016 în Marea Britanie de către editura Istros.
A fost urmat de Gaudeamus, scris în 1928, care se bazează pe viața lui Eliade în perioada universității.

## Scriere
Eliade a început să scrie romanul în 1921 sub titlul Jurnalul unui om sucit. În 1923 a folosit titlul Romanul unui om sucit, iar versiunea finală a fost scrisă în 1925 ca Romanul adolescentului miop. În timp ce a scris cartea, Eliade a crezut că este prima dată când un roman despre adolescență a fost scris de un adolescent. În 1926-1927 câteva fragmente din roman au fost publicate în Cuvântul, Universul literar și Viața literară.

## Analiză
Potrivit lui Eugen Simion, Romanul adolescentului miop reprezintă „începutul eseului romanesc” în proza română. Este un jurnal metamorfozat în roman autobiografic, autorul precizează că aceste pagini sunt doar scrieri ce urmează a fi prelucrate, el pretinde că ține un jurnal, însă, de fapt, reprezintă prima formă a autenticității pe care a teoretizat-o și perfecționat-o în romanele ulterioare (Maitreyi și Șantier). Prin întrebările pe care le formulează cu privire la importanța subiectului într-un roman, Eliade este un precursor al romanului-dezbatere, romanul de idei, ce va apărea ulterior în literatura română.
Împreună cu opera sa memorialistică, acest roman reconstituie integral adolescența și tinerețea lui Eliade. Prezintă viața de licean, care, până în anii 1924-1925, nu fusese abordată amplu în literatura română, iar experiențele descrise aici, precum școala, adolescența, erotismul, vor fi preluate mai târziu de Mihail Drumeș în Elevul Dima dintr-a 7-a și de Grigore Băjenaru în Cișmigiu & Co.
Eliade va desăvârși structura și tehnicile narative din Romanul adolescentului miop în continuarea acestuia, romanul Gaudeamus, în care a folosit scrisorile de la prieteni, pentru a prezenta cititorului documentul autentic, fără nicio intervenție din partea autorului.
Prin Romanul adolescentului miop, autorul a încercat să redea o imagine nouă despre psihologia adolescenței, să folosească într-o scriere de tip autobiografic ceea ce avea să fie numit mai târziu estetica autenticității și a experienței, precum și să inoveze printr-o construcție literară sub forma unui jurnal al autorului care este, în același timp, și naratorul din text. Eugen Simion observă că acest roman, ca scriere autonomă, apare inconsistent, însă luat în contextul biografiei și al întregii opere, devine deosebit de important, deoarece, la 17-18 ani, Eliade descoperă o schemă de roman, care, cu modificările inerente, va fi reluată și în primele sale romane din anii 1930, precum Întoarcerea din rai sau Huliganii.
Experimentul narativ din Romanul adolescentului miop este comparabil cu unele aspecte din Le diable au corps (1923) de Raymond Radiguet, scriitor mort la 20 de ani. În psihologia tradițională, adolescența era considerată vârsta fără psihologie, iar Eliade a încercat să infirme această concepție și să dea un alt model al adolescenței, în opoziție cu ideile promovate în acea perioadă. În acest sens, el refuză notația calofilă, frecventă în scrierile despre adolescenți și încearcă să realizeze un roman document despre trăirile adolescenților. Autorul anticipează tehnica narativă folosită în Falsificatorii de bani (1925) de André Gide. Însuși titlul inițial al cărții (Jurnalul unui om sucit, apoi Romanul unui om sucit) exprimă dorința scriitorului de a impune o nouă formă de roman, „un jurnal deghizat”. El nu vrea să inventeze nimic și nici să înfrumusețeze ceva. Scrisorile de dragoste din roman sunt autentice și mare parte din narațiune se bazează pe faptele consemnate de autor în Jurnalul său, din care reproduce pasaje întregi. În plus, tot pentru a spori autenticitatea, autorul își prezintă personajele cu vocabularul lor specific. Mircea Eliade descrie cu exactitate vârsta incertitudinilor și a căutărilor, astfel, romanul are și o importantă valoare documentară, alături de celelalte lucrări ale sale autobiografice (Memoriile, Jurnalul și Încercarea labirintului).

### Teme
Temele principale ale romanului sunt: încercarea de definire a generației ori a anumitor caractere în raport cu generația și neîntrerupta căutare a identității reale și a sensului existenței, dar și camuflarea sacrului în profan.
O altă temă prezentă este cea a adolescentului complexat, care trece prin schimbări fizice și complicate procese psihologice. Autorul se consideră urât din cauza miopiei sale și încearcă să-și accepte latura sentimentală.
Dorința de cunoaștere enciclopedică este tema pe care Eliade o preia din Un om sfârșit, de Giovanni Papini, operă citată pe parcursul romanului său. Pentru a-l citi pe Papini în original, Eliade învață singur limba italiană și chiar va purta corespondență cu scriitorul său preferat. Alte aspecte comune celor doi adolescenți, Eliade și Papini, sunt: personalitatea puternică și certitudinea de a fi altfel decât cei din jurul lor; atacul împotriva mediocrității; conștiința hipersensibilizată; zbuciumul adolescentului între inutilitatea muncii sale și hotărârea de a nu renunța. Adolescentul rebel este o altă temă, căci, la un moment dat, Eliade se revoltă împotriva idolului său, Papini, și vrea să fie independent. Ba chiar ajunge să îl conteste și să îl considere potrivnic, o piedică în calea desăvârșirii sale literare și intelectuale, sentimente specifice vârstei adolescentine, când există, de regulă, tendința de a pune totul sub semnul întrebării.

## Personaje
- Naratorul
- Dinu Sighireanu
- Radu Bossie
- Petre
- Jean Victor Robert
- Perri
- Vanciu, profesor de matematică
- Noisil, profesor de istorie
- domnul Faradopol, directorul liceului și profesor de limba germană
- Mișu Tolihroniade
- Pake
- Lia
- Aguletti
- domnul Boloveanu, responsabil cu fanfara
- domnul Leontescu
- Marcu
- Fănică
- Toivinovici-profesor de chimie
- Nonora
- Bibi
- Niska

## Legături externe
- Romanul adolescentului miop, humanitas.ro